# Glyphodes floridalis
Glyphodes floridalis is een vlinder uit de familie van de grasmotten (Crambidae), uit de onderfamilie van de Spilomelinae. De wetenschappelijke naam van deze soort is voor het eerst voorgesteld als Marasmia floridalis door Charles Henry Fernald in een publicatie uit 1901.
De soort komt voor in de Verenigde Staten (Florida).